# Dominic Walsh
Dominic Walsh (* 18. Juli 1989 in Guildford, England) ist ein deutsch-britischer Eishockeyspieler, der seit August 2013 bei den Eispiraten Crimmitschau aus der DEL2 unter Vertrag steht und dort auf der Position des rechten Flügelstürmers spielt. Zuvor war Walsh bereits für die Kassel Huskies, Heilbronner Falken, Schwenninger Wild Wings und Landshut Cannibals in der zweithöchsten deutschen Spielklasse aktiv und absolvierte darüber hinaus annähernd 100 Partien für den ERC Ingolstadt in der Deutschen Eishockey Liga (DEL).

## Karriere

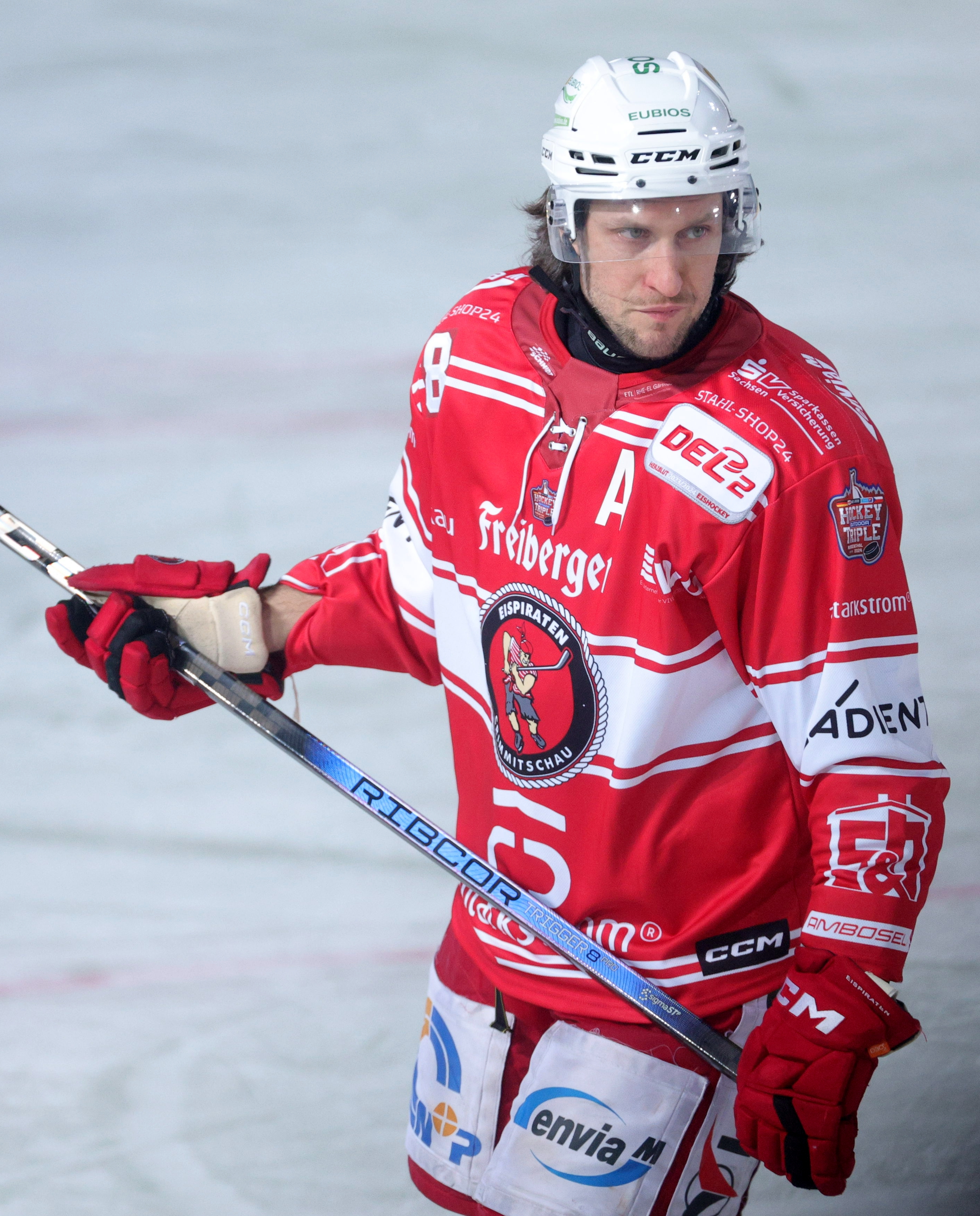
Walsh im Trikot der Eispiraten Crimmitschau (2024)

Walsh, der seine Karriere im Nachwuchs des EV Landshut begann und dort in der Deutschen Nachwuchsliga (DNL) eingesetzt wurde, wechselte im Sommer 2006 zu den Kassel Huskies. Dort bestritt er während der Saison 2006/07 sein erstes Profispiel für die Huskies. In derselben Spielzeit konnte der Flügelstürmer mit Kassel das Playoff-Finale erreichen. Dort scheiterte der Verein nach Spielen allerdings mit 0:3 an den Grizzly Adams Wolfsburg und verblieb somit in der 2. Bundesliga. Der Linksschütze absolvierte insgesamt 60 Ligapartien und erzielte dabei einen Scorerpunkt. In der darauffolgenden Saison absolvierte Walsh 14 Spiele für die Blue Devils Weiden, ehe er noch in derselben Spielzeit erneut 22 Spiele für die Kasseler bestritt. Am Saisonende gewann er mit dem Team die Meisterschaft der 2. Bundesliga, die gleichbedeutend mit dem Aufstieg in die Deutsche Eishockey Liga (DEL) war.
Zur Spielzeit 2008/09 unterschrieb der Brite einen Vertrag bei den Eisbären Juniors Berlin aus der drittklassigen Oberliga Nord. Dort bestritt der damals 20-Jährige 49 Partien und konnte dabei 15-mal punkten. Aufgrund der gezeigten Leistungen wurden die Verantwortlichen des DEL-Klubs ERC Ingolstadt auf den gebürtigen Engländer aufmerksam und statteten ihn im Sommer 2009 mit einem Vertrag für die Saison 2009/10 aus. Parallel zum Spielbetrieb mit den Bayern lief er in seiner ersten DEL-Spielzeit auch in 14 Spielen für die Heilbronner Falken in der 2. Bundesliga auf. Ab der Spielzeit 2010/11 war der Stürmer zudem mit einer Förderlizenz für seinen Ausbildungsverein, den Zweitligisten Landshut Cannibals, ausgestattet. In der Saison 2011/12 stand Walsh nach einem Wechsel im Sommer 2011 ein Jahr für die Schwenninger Wild Wings in der 2. Bundesliga auf dem Eis. Anschließend wechselte der Angreifer auf das Spieljahr 2012/13 hin zu deren Ligakonkurrenten Heilbronner Falken, für den er bereits drei Jahre zuvor einige Partien absolviert hatte.
Nach der Spielzeit erhielt Walsh keinen Anschlussvertrag in Heilbronn, woraufhin er im August 2013 von den Eispiraten Crimmitschau unter Vertrag genommen wurde, die ebenfalls am Spielbetrieb der nun als DEL2 firmierenden zweithöchsten Spielklasse teilnahmen. In den folgenden fünf Jahren wurde der Vertrag des Stürmers jeweils um ein Jahr verlängert. Nach der Unterzeichnung eines Zweijahres-Vertrags im März 2019 im Anschluss an seine punktbeste DEL2-Spielzeit fungierte der inzwischen eingebürgerte Angreifer als einer der Assistenzkapitäne der Eispiraten. In den Frühjahren 2021, 2022 und 2023 erhielt Walsh erneut einjährige Vertragsverlängerungen in Crimmitschau. Zum Beginn der Saison 2023/24 absolvierte er daher bereits seine 750. Partie in der zweithöchsten Leistungsklasse im deutschen Ligaspielbetrieb. In dieser Spielzeit steuerte er auch 35 Punkte zur bisher erfolgreichsten Zweitligasaison des Vereins aus Westsachsen bei, sowohl was die Platzierung nach der Hauptrunde (Platz 3) als auch das Erreichen des Playoff-Halbfinales betrifft. Dabei erzielte er im Playoff-Viertelfinale gegen die Krefeld Pinguine im Spiel 7 den entscheidenden Treffer in der Verlängerung.

### International
Mit der U19-Auswahl des Deutschen Eishockey-Bundes nahm Walsh an der World Junior A Challenge 2008 teil. Dort blieb der Stürmer in vier Spielen punktlos und erhielt 14 Strafminuten, während die Deutschen das Turnier auf dem sechsten und letzten Platz beendeten.

## Erfolge und Auszeichnungen
- 2008 Meister der 2. Bundesliga und Aufstieg in die DEL mit den Kassel Huskies

## Karrierestatistik
Stand: Ende der Saison 2024/25

### International
Vertrat Deutschland bei:
- World Junior A Challenge 2008

(Legende zur Spielerstatistik: Sp oder GP = absolvierte Spiele; T oder G = erzielte Tore; V oder A = erzielte Assists; Pkt oder Pts = erzielte Scorerpunkte; SM oder PIM = erhaltene Strafminuten; +/− = Plus/Minus-Bilanz; PP = erzielte Überzahltore; SH = erzielte Unterzahltore; GW = erzielte Siegtore; 1 Play-downs/Relegation; Kursiv: Statistik nicht vollständig)